# Charrua
Charrua là một đô thị thuộc bang Rio Grande do Sul, Brasil. Đô thị này có diện tích 198,125 km², dân số năm 2007 là 3581 người, mật độ 18,07 người/km².